# Ostedes macrophthalma
Ostedes macrophthalma är en skalbaggsart som beskrevs av Stefan von Breuning 1974. Ostedes macrophthalma ingår i släktet Ostedes och familjen långhorningar.
Artens utbredningsområde är Filippinerna. Inga underarter finns listade i Catalogue of Life.